# 이화주
이화주(梨花酒, 문화어: 리화주)는 배꽃이 피는 계절에 담근 전통주이다. 쌀 누룩과 떡이 주 재료로 빛깔이 희며, 물을 거의 넣지 않고 빚어 되직하기 때문에 마시기보다는 숟가락으로 떠먹는다. 더워지기 시작하는 늦봄부터 시원하고 새콤하게 마시는 탁주로, 여름에는 찬물에 타서 마시기도 하였다.

## 이름
"이화주"는 "배를 뜻하는 "이(梨)", "꽃"을 뜻하는 "화(花)"와 "술"을 뜻하는 "주(酒)"로 이루어진 한자어이다. 배꽃이 피는 계절에 빚거나 그 무렵에 누룩을 만들어 빚으며, 술색이 배꽃처럼 희다. 배꽃술 또는 백운향(白雲香)이라고도 부르며, 들어가는 재료가 가루이기 때문에 가루술이라고도 한다. 물을 아주 적게 넣고 빚어 되직하다고 죽술이나 떠 먹는 술이라고도 부른다.

## 역사
이화주는 고려 시대 때부터 빚은 술로, 탁주 중에서도 쌀이라는 고급 재료로만 공을 들여서 고생스럽게 만들어내는 술이기 때문에 주로 특권층인 사대부나 부유층이 즐겼을 것이라 여겨진다. 고려 고종(1213~1259) 때 지어진 경기체가인 《한림별곡》 제4장에 다음과 같이 이화주가 언급된다.
黃金酒柏子酒松酒醴酒
竹葉酒梨花酒五加皮酒
鸚鵡盞琥珀杯예득부어
偉勸上人景긔엇더니잇고
葉劉伶陶潛兩仙翁의
劉伶陶潛兩仙翁의
偉醉景긔엇더니잇고

이화주 빚는 법을 상세히 기록한 조선 시대 문헌으로는 1450년 경에 어의 전순의가 지은 《산가요록》과 1670년 경에 장계향이 지은 《음식디미방》 등이 있다. 그 외에도 《요록》, 《주방문》, 《산림경제》, 《임원경제지》 등 문헌에 이화주에 대한 기록이 등장한다.

## 생산
이화주는 쌀가루로만 만든 술로, 발효제인 누룩도 쌀로 만든다. 이화주를 만드는 누룩인 이화곡(梨花曲)은 멥쌀을 물에 하룻밤 불려 두었다가 곱게 가루를 내고 체에 내린 다음 뜨거운 물로 익반죽해 오리 알 크기의 둥근 모양으로 단단하게 뭉쳐 만든다. 물은 쌀가루를 손에 쥐면 모양이 생길 정도로만 붓고, 누룩 안에 공기가 들어가지 않게 손으로 힘껏 쥐어 만들어야 한다.
뭉친 덩어리를 볏짚으로 싸고 빈 섬에 담아 더운 구들에 두고 약 30도 전후에서 2주 정도 발효 숙성하면 솜털 같은 곰팡이가 핀다. 3~5일간 햇볕에 나쁜 균을 살균하는 법제(法製) 과정을 거친 뒤, 곰팡이를 다 털어내고 깎아내어서 이화곡의 흰색이 드러나게 다듬는데, 누룩을 반으로 깼을 때 속에 옅은 노란색이 보이면 잘 뜬 것이다. 완성된 이화곡은 절구에 넣고 아주 곱게 빻아서 쓴다. 이화곡 가루에는 쌀 전분을 당으로 만드는 당화효소와 자연 효모가 있어, 물과 쌀이 있는 곳에 넣어주면 탄산을 내뿜으며 알코올을 만드는 발효가 일어난다.
술을 빚을 때는 멥쌀과 이화곡의 비율을 10:3으로 한다. 쌀을 물에 2시간 정도 불렸다 빻아서 가는 체로 친 다음, 고운 쌀가루에 뜨거운 물을 부어 익반죽한다. 쌀가루 반죽으로는 설기떡이나 베이글처럼 가운데 구멍이 뚫린 구멍떡을 만들며, 구멍떡은 끓는 물에 삶아 뜨거울 때 멍울이 엎게 풀어주고 넓게 펴서 식힌다. 차게 식으면 이화곡 가루를 부어 섞는데, 잘 비벼진 쌀가루와 누룩가루 반죽을 한 시간 정도 가벼운 헝겊으로 덮어둔 뒤에 수제비처럼 잘게 뜯어서 항아리에 넣어 발효시킨다. 이틀 이상 지나면 알코올 도수가 지극히 낮은 새콤달콤한 맛의 이화주가 되며, 일주일 정도부터 전통 이화주를 맛볼 수 있다. 25도 전후에서 2주 정도 발효를 시키면 알코올 도수가 10도 정도로 높아지며, 두세 달 두면 맛이 깊고 부드러워진다.

## 섭취
이화주는 숟가락으로 떠서 먹거나, 여름에는 찬물을 타서 마시기도 한다.